# Magyarország települései: C
| Név                | Típus (2023) | Vármegye (2023)        | Kistérség (2013) | Járás (2023)    | Nép. (2021) | Irsz. |
| ------------------ | ------------ | ---------------------- | ---------------- | --------------- | ----------- | ----- |
| Cák                | község       | Vas                    | Kőszegi          | Kőszegi         | 268         | 9725  |
| Cakóháza           | község       | Győr-Moson-Sopron      | Csornai          | Csornai         | 62          | 9165  |
| Cece               | nagyközség   | Fejér                  | Sárbogárdi       | Sárbogárdi      | 2630        | 7013  |
| Cégénydányád       | község       | Szabolcs-Szatmár-Bereg | Fehérgyarmati    | Fehérgyarmati   | 672         | 4732  |
| Cegléd             | város        | Pest                   | Ceglédi          | Ceglédi         | 35334       | 2700  |
| Ceglédbercel       | község       | Pest                   | Ceglédi          | Ceglédi         | 4244        | 2737  |
| Celldömölk         | város        | Vas                    | Celldömölki      | Celldömölki     | 10302       | 9500  |
| Cered              | község       | Nógrád                 | Salgótarjáni     | Salgótarjáni    | 1051        | 3123  |
| Chernelházadamonya | község       | Vas                    | Csepregi         | Sárvári         | 206         | 9624  |
| Cibakháza          | nagyközség   | Jász-Nagykun-Szolnok   | Kunszentmártoni  | Kunszentmártoni | 3667        | 5462  |
| Cigánd             | város        | Borsod-Abaúj-Zemplén   | Bodrogközi       | Cigándi         | 2982        | 3973  |
| Cikó               | község       | Tolna                  | Bonyhádi         | Bonyhádi        | 825         | 7161  |
| Cirák              | község       | Győr-Moson-Sopron      | Kapuvári         | Kapuvári        | 535         | 9364  |
| Cún                | község       | Baranya                | Siklósi          | Siklósi         | 186         | 7843  |